# Wah Chang
Wah Ming Chang (鄭華明S; Honolulu, 2 agosto 1917 – Carmel-by-the-Sea, 22 dicembre 2003) è stato un designer e artista statunitense di origine cinese, noto per gli oggetti di scena della serie televisiva Star Trek.

## Biografia
Nacque a Honolulu (Hawaii) il 2 agosto 1917, da Dai Song e Fai Sue Chang. Sette anni dopo la sua famiglia si trasferì a San Francisco. Tra la fine degli anni '30 e l'inizio degli anni '40 iniziò a lavorare alla Disney, realizzando plastici e modellini di diversi film, (tra cui Pinocchio e Bambi). 
Nel 1941 gli fu diagnosticata la poliomielite; dopo un lungo ricovero nell'ospedale Twin Oaks Sanitarium di San Gabriel (California) e diversi trattamenti medici (tra cui il confinamento nel polmone d'acciaio) alla fine ritornò di nuovo a camminare, ma per il resto della sua vita ebbe seri problemi polmonari.
In seguito lavorò come designer di molteplici serie di fantascienza, tra cui The Outer Limits, Star Trek, e in molti film di Hollywood, tra cui Il pianeta delle scimmie.

### Star Trek

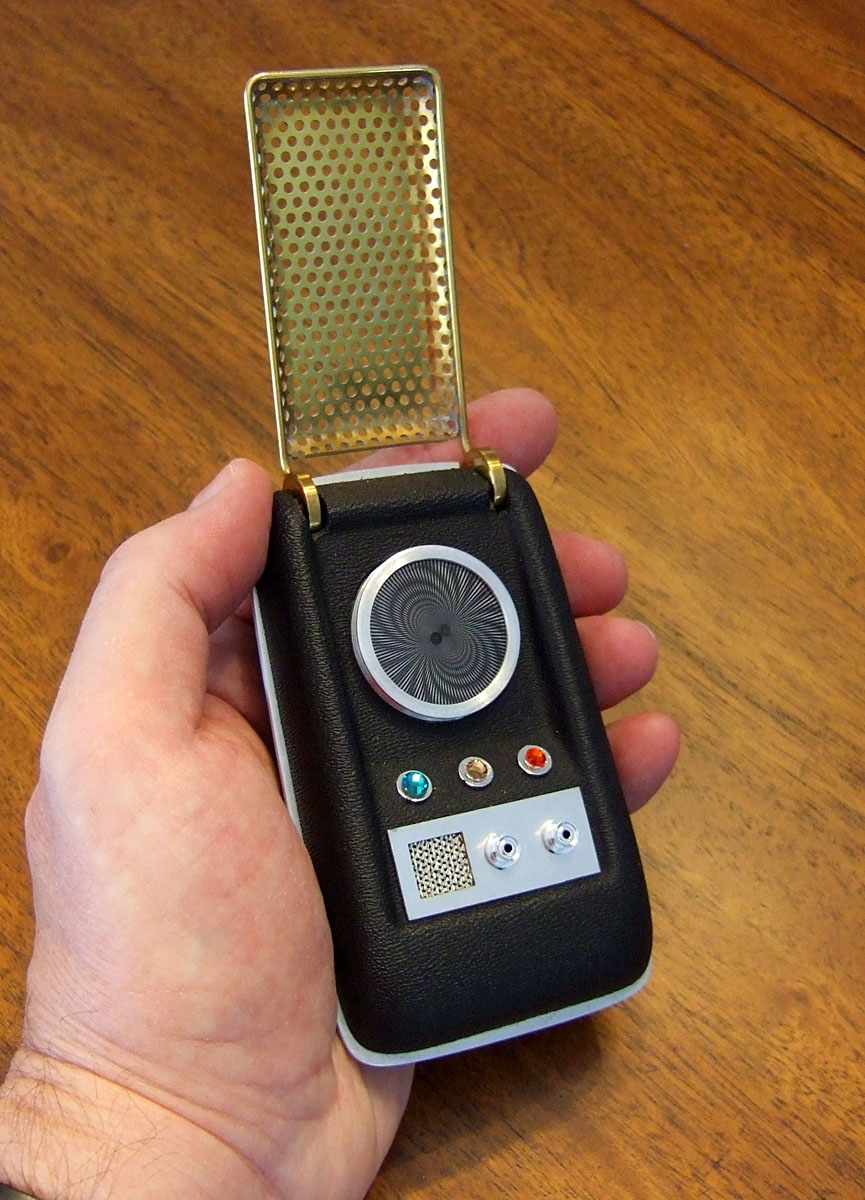
Il comunicatore futuristico di Wah Chang

Wah Chang concepì molti degli oggetti della serie classica di Star Trek, incluso il tricorder e il comunicatore. A volte gli viene erroneamente accreditata anche la creazione del phaser,  che in realtà fu concepito dal direttore artistico della serie, Matt Jefferies. Tuttavia il phaser di Jefferies non fu accettato, e Chang lo ridisegnò per lui.
Per Star Trek, Chang ha ideato i costumi del "vampiro di sale" dell'episodio Trappola umana, quello del Gorn di Arena e la falsa immagine di Balok de L'espediente della carbonite. Ha creato i triboli di Animaletti pericolosi, utilizzando delle pellicce sintetiche riempite di schiuma; l'alieno primitivo dell'episodio La Galileo; la nave da guerra romulana de La navicella invisibile; l'arpa vulcaniana vista dapprima nell'episodio Il naufrago delle stelle e successivamente in  La magnificenza del Re, Il duello e Viaggio verso Eden.
Il comunicatore di Star Trek concepito da Chang viene da molti considerato la prima fonte di ispirazione per la realizzazione dei telefoni cellulari con lo sportellino.

### Nel cinema e in altre serie
Per quanto riguarda i suoi lavori nel cinema viene ricordato per aver realizzato il plastico di Pinocchio che fu utilizzato dagli animatori della Walt Disney, e per modellini dei cervi utilizzati in Bambi.. Disegnò anche il copricapo indossato da Elizabeth Taylor nel film Cleopatra. Il suo lavoro più importante probabilmente fu per il film del 1960 L'uomo che visse nel futuro, per il quale la società di Chang, la Project Unlimited, Inc., vinse il Premio Oscar per gli effetti speciali. Tuttavia Chang formalmente non venne inserito nella lista dei vincitori per il modo in cui i crediti dell'opera vennero presentati per concorrere all'Academy. Lo storico cinematografico Bob Burns riferì che Chang non si lamentò affatto della cosa. "Era la persona più umile, l'uomo più gentile che avessi mai conosciuto in vita mia," disse Burns. "Non si vantò mai di nulla, e continuò a fare dei lavori pregevoli."
Inoltre Chang costruì la creatura artificiale di The Architects of Fear, episodio della serie The Outer Limits, alcuni arredi scenici per il film Il pianeta delle scimmie, la spaventosa animazione dello scheletro nel film La forza invisibile (The Power), la macchina volante in Il padrone del mondo, e i dinosauri in La valle dei dinosauri.

### Ultimi anni
Chang apparve nel documentario The Fantasy Film Worlds of George Pal del 1985, prodotto e diretto da Arnold Leibovit. Inoltre fu ospite nel documentario Time Machine: The Journey Back del 1993, prodotto e diretto da Clyde Lucas.
Successivamente si dedicò alla scultura di modelli di animali selvaggi a Carmel-by-the-Sea, in California, dove morì il 22 dicembre 2003.

## Filmografia

### Designer

#### Cinema
- Pinocchio, regia di Norman Ferguson, T. Hee e Wilfred Jackson (1940) - non accreditato
- Fantasia, regia di James Algar, Samuel Armstrong e Ford Beebe Jr. (1940) - non accreditato
- Tulips Shall Grow, regia di George Pal - cortometraggio (1942) - non accreditato
- Bambi, regia di James Algar, Samuel Armstrong e David Hand (1942) - non accreditato
- The Lady Said No, regia di Frank Tashlin - cortometraggio (1946)
- The Flying Jeep, regia di William Nolan - cortometraggio (1946)
- The Way of Peace, regia di Frank Tashlin - cortometraggio (1947)
- Il re ed io (The King and I), regia di Walter Lang (1956)
- Dinosaurus (Dinosaurus!), regia di Irvin S. Yeaworth Jr. (1960)
- Il pianeta delle scimmie (Planet of the Apes), regia di Franklin J. Schaffner (1968)
- Voyage to the Planet of Prehistoric Women, regia di Peter Bogdanovich (1968)

#### Televisione
- Star Trek - serie TV, 10 episodi (1966-1967)
- La valle dei dinosauri (Land of the Lost) - serie TV, 30 episodi (1974-1975)
- Star Trek: New Voyages - serie TV, 1x00-1x01 (2004)

### Produttore
- The Way of Peace, regia di Frank Tashlin - cortometraggio (1947)
- Dinosaurs, the Terrible Lizards, regia di Wah Chang - cortometraggio (1970)
- Alphabet Roll Call, regia di Wah Chang - cortometraggio (1974)

### Regista
- Dinosaurs, the Terrible Lizards - cortometraggio (1970)
- Alphabet Roll Call - cortometraggio (1974)
- Magic Pony - mediometraggio (1985)